# Décret infâme

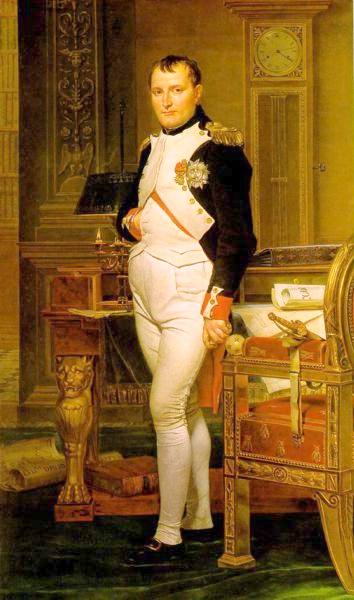
L'empereur Napoléon Ier.

Le décret infâme est le surnom donné au troisième des décrets relatifs aux Juifs en France institués par Napoléon Ier le 17 mars 1808. 
Destiné à la « réforme sociale des Juifs », ce décret vise à réglementer l'usure, le commerce et la conscription des Juifs. 

## Contenu juridique

### Réglementation de l'usure
Le décret organise la révision des créances détenues par les Juifs. Toutes les dettes contractées vis-à-vis des Juifs se trouvent annulées ou susceptibles d’annulation, de réduction ou d’ajournement par voie de justice.  
Ce texte apporte des limitations dans le domaine du prêt, et restreint les engagements pour prêt à des mineurs, à des femmes, à des militaires, blessés de guerre et vieillards.

### Réglementation du commerce
Le texte restreint la liberté de commerce des Juifs, et ordonne aux commerçants juifs de se faire délivrer par les préfets une patente annuelle et révocable, et une attestation de bonne conduite délivrée par le Consistoire ː

« Nul juif ne pourra se livrer à aucun commerce, négoce ou trafic quelconque, sans avoir reçu, à cet effet, une patente du préfet du département, laquelle ne sera accordée que des informations précises, et que sur un certificat, 1.° du conseil municipal, constatant que ledit juif ne s’est livré ni à l’usure ni à un trafic illicite ; 2.° du consistoire de la synagogue dans la circonscription de laquelle il habite, attestant sa bonne conduite et sa probité. »

### Réglementation concernant les Juifs étrangers
Le décret restreint l'entrée en France des Juifs étrangers. Ces derniers ne peuvent désormais s’installer sur le territoire français qu’à condition d’acquérir une propriété rurale et de ne pas s’occuper de commerce. La migration dans les départements du Haut et Bas-Rhin est limitée.
Enfin, les Juifs français doivent satisfaire en personne à la conscription et n'ont plus la possibilité de payer un remplaçant comme les autres citoyens. 

## Un texte discriminatoire
Ce décret vise uniquement les juifs de l'Est. Par contre ceux « établis à Bordeaux et dans les départements de la Gironde et des Landes, n'ayant donné lieu à aucune plainte et ne se livrant pas à un trafic illicite », n'y sont pas soumis.
Les Juifs de Paris en furent également exclus (le 26 avril 1808). 
Pour le maître de conférences Hervé Trofimoff, l'article 4 de ce décret est clairement antisémite par dérogation au détriment des seuls Juifs de l'article 1132 du Code civil, qui plus est avec caractère rétroactif. Selon ce décret valable dix ans, l'obligation est présumée valable quand le créancier n'est pas juif, mais en revanche, si le créancier est juif, il doit prouver le bien fondé de sa créance.
Pour François Delpech, le caractère discriminatoire du décret est d'autant plus évident que le prêt à intérêt venait d'être réglementé par la loi générale du 3 septembre 1807. L'Empereur n'accorde que des concessions limitées inspirées par Champagny et approuvées par le Conseil d’État : un régime de faveur est consenti aux Juifs réputés honorables de la Gironde et des Landes, ainsi que la limitation à dix ans de la durée d'application du décret. Il  n'en est pas moins douloureusement ressenti, notamment en Alsace.